# 王良臣 (金朝)
王良臣（12世纪—1218年），金朝潞州人，精通佛经。

## 生平
金章宗承安五年（1200年）进士，入翰林，修撰起居注。金宣宗兴定中期，任潞州元帅府参议官，后被蒙古军队所杀。